# Импиријал (Тексас)
Импиријал (енгл. Imperial) насељено је место без административног статуса у америчкој савезној држави Тексас.

## Демографија
По попису из 2010. године број становника је 278, што је 150 (-35,0%) становника мање него 2000. године.
| Група             | 2000.       | 2010.       |
| Белци             | 252 (58,9%) | 140 (50,4%) |
| Афроамериканци    | 1 (0,2%)    | 0 (0,0%)    |
| Азијати           | 6 (1,4%)    | 0 (0,0%)    |
| Хиспаноамериканци | 158 (36,9%) | 137 (49,3%) |
| Укупно            | 428         | 278         |